# Anisopappus
Anisopappus is een geslacht uit de composietenfamilie (Asteraceae). De soorten komen voor in Afrika, van de oostelijke Himalaya tot in Zuid-China en Indochina en in de Filipijnen.

## Soorten
- Anisopappus abercornensis G.Taylor
- Anisopappus africanus Oliv. & Hiern
- Anisopappus alternifolius (Less.) Bengtson & Anderb.
- Anisopappus alticola (Humbert) Wild
- Anisopappus anemonifolius (DC.) G.Taylor
- Anisopappus angolensis O.Hoffm.
- Anisopappus athanasioides Paiva & S.Ortiz
- Anisopappus bampsianus Lisowski
- Anisopappus boinensis (Humbert) Wild
- Anisopappus brandbergensis (P.P.J.Herman) Bengtson, M.Englund, Pruski & Anderb.
- Anisopappus buchwaldii (O.Hoffm.) Wild
- Anisopappus burundiensis Lisowski
- Anisopappus chinensis Hook. & Arn.
- Anisopappus corymbosus Wild
- Anisopappus davyi S.Moore
- Anisopappus discolor Wild
- Anisopappus exellii Wild
- Anisopappus fruticosus S.Ortiz & Paiva
- Anisopappus grangeoides (Vatke & Höpfner) Merxm.
- Anisopappus holstii (O.Hoffm.) Wild
- Anisopappus junodii Hutch.
- Anisopappus kirkii (Oliv.) Brenan
- Anisopappus lastii (O.Hoffm.) Wild
- Anisopappus latifolius (S.Moore) B.L.Burtt
- Anisopappus lawalreanus Lisowski
- Anisopappus lejolyanus Lisowski
- Anisopappus longipes (Cass.) Wild
- Anisopappus madagascariensis (Less.) Bengtson & Anderb.
- Anisopappus marianus Lawalrée
- Anisopappus oliverianus Wild
- Anisopappus orbicularis (Humbert) Wild
- Anisopappus paucidentatus Wild
- Anisopappus petitianus Lisowski
- Anisopappus pinnatifidus O.Hoffm. ex Hutch.
- Anisopappus pseudopinnatifidus S.Ortiz & Paiva
- Anisopappus pumilus (Hiern) Wild
- Anisopappus rhombifolius Wild
- Anisopappus robynsianus Lisowski
- Anisopappus rogersii G.Taylor
- Anisopappus schinzii (O.Hoffm.) Bengtson, M.Englund, Pruski & Anderb.
- Anisopappus scrophulariifolius (Baker) Wild
- Anisopappus smutsii Hutch.
- Anisopappus stuhlmannii (O.Hoffm.) Bengtson, M.Englund, Pruski & Anderb.
- Anisopappus sylvaticus (Humbert) Wild
- Anisopappus tenerus (S.Moore) Brenan
- Anisopappus upembensis Lisowski